# Fitoterapija u tradicionalnoj kineskoj medicini
Fitoterapija u tradicionalnoj kineskoj medicini jedan је od najstarijih oblika lečenja u svetu koji se u velikoj mjeri oslanja na primeni biljaka, ili nekoliko stotina lekovitih supstanci biljnog porekla. Obrada biljnih supstanci pre njihove upotrtbt predstavlja jedinstvenu i bitnu karakteristiku TKM, kako bi se zadovoljile ne samo terapijske potrebe, već i obezbedila sigurnost i postigao zadovoljavajući učinak leka u kliničkoj praksi.  
Tradicionalna kineska medicina je do sada sistematizovala i proučila oko 3000 biljaka, dok se u svakodnevnoj upotrebi u Kini nalazi oko 350-400 biljaka.  
Tradicionalna kineska medicina, kao jedan od najstarijih oblika lečenja koji se i danas intenzivno primjenjuje u azijskim zemljama, a širi se sve više i na ostale zemlje sveta, najvećim se delom zasniva na primeni velikog broja biljnih lekova u prevenciji i lečenju bolesti. Velika primena obrađenih biljnih lekova karakteristična je i važna karakteristika kineske fitoterapije. 
Međutim, kako se postupci obrade kineskih biljnih lekova osim u pojedinim kineskim pokrajima, razlike i u odnosu na Hong Kong, koji je međunarodni trgovački centar i važno tržište kineskih lekovitih biljak koji se otuda izvoze u sve delove svijeta, može se raći da oni danas nisu usklađeni i sa savremenim naučnim standardima. Nedostatak standardizacije metoda obrade kao i nedostatak hemijskih markera za kontrolu kvaliteta obrađenih droga, stvara otpor u naučnoj (zapadnoj) medicini za koju je vrlo bitan kvalitet leka, njegova proverljivost i njegova bezbedna upotreba.

## Istorija
Kineske medicina je jedna od najstarijih grana u istoriji medicine nastala na prostoru Kine i većeg dela Azije. Ona u sebi objedinjava više različitih modaliteta; savremenog i tradicionalnog načina lečenja. Ona je spoj zajedničke primene brojnih tehnika i teorijskih postavki koje svoje korene imaju u drevnoj kineskoj filozofiji (taoizmu), čije osnovne postavke verovanja datiraju od pre više od 5.000 godina. U kulturi drevne Kine ništa se nije toliko cenilo kao obrazovanje i rad. I najsiromašniji kinez koji je izučio principe kineske filozofije, zemljoradnje, tradicionalne medicine mogao je dobiti najviše mesto u državi, što je pogodovalo razvoju dugogodišnjih naučnih tradicija u Kini koje su stalno obogaćivane novim saznanjima. 
Prva zabeležena primena Tradicionalne kineske medicine datira od pre više od 2.000 godina i najčešće se neraskidivo prepliće sa principima Jinjangizma , koji je predstavljen prvi put od Cou Jena (305 - 240. p. n. e.), kineskog filozofa osnivača škole Jin-Janga, na čijem učenju se do danas tradicionalna kineska medicina većim delom oslanja.
Tradicija obrade kineskih biljaka je vrlo stara, o čemu najbolje svedoči podatak da se prvi zapisi o postupcima obrade mogu naći u knjizi 52 Bing Fang napisanoj 200. godine pre n. e. U knjizi se spominju metode kao što su spaljivanje, kalciniranje, kuvanje i natapanje vinom i sirćetom. 
Knjiga Lei Gong Pao Zhi Luna, napisana oko 500. godine, sadrži prethodne zapise i iskustva obrade prikazana prvi put u obliku monografija. Dok knjiga Pao Zhi Da Fa, objavljena 1662. godine, sadrži metode obrade 439 kineskih biljnih droga.
U Kineskoj farmakopeji danas nalazimo opisane postupke obrade za 462 od ukupno 822 dekokcijskih oblika.
Primena kineskog bilja bila je popularna tokom srednjovekovnog doba u zapadnim azijskim i islamskim zemljama. Trgovalo se Putem svile sa Istoka na Zapad. Cimet, đumbir, rabarbara, muškatni oraščić i drugo bilje spominju se kao kinesko bilje koje je korišćeno u srednjovekovnoj islamskoj medicini  u vreme Razes (854–925), Hali Abasa (930–994) i Avicene (980–1037). To je uticalo na dosta sličnosti između kliničke upotrebe ovih biljaka u kineskoj i islamskoj medicini.
Pretpostavlja se da su u srednjem veku kineski biljni lekovi bili glavna komponenta razmene dobara i znanja između Kine i islama, a kasnije i zapadnog sveta u ovom dugom istorijskom razdoblju.
Prema podacima Svetske zdravstvene organizacije (SZO), Tradicionalna kineska medicina je u potpunosti integrisana u kineski zdravstveni sistem i oko 95% kineskih bolnica primenjuje u praksi Tradicionalnu kinesku medicinu. Kao primer ove integracije (SZO) navodi, da je u Kini uobičajeno da se deca leče intravenskom primenom antibiotika uz istovremenu primenu lečenja kineskim biljem sa ciljem da se tradicionalni lekovi suprotstave nuspojavama koje mogu nastati dejstvom antibiotika i pojačaju imunski sistem deteta. Iako tradicionalna kineska medicina i zapadna medicina postoje i rade rame uz rame u modernoj Kini, ali i u još nekim zemljama Azije, zahvaljujući ovakvom razmišljanju Kina je relativno više napredovala u odnosu na zapadne zemlje u korišćenju koncept „integrisane medicine." Tradicionalna kineska medicina je značajno uključena u lečenju i planiranju usluga kineskog zdravstva - uključujući tu i dominantne bolesti današnjice kao što su rak i bolesti srca.

## Opšta razmatranja o biljkama u TKM
Biljke koje se uobičajeno koriste u tradicionalnoj kineskoj medicini često se promovišu kao prirodne i stoga bezopasne. Ova procena se zasniva na njihovoj upotrebi u lečenju bolesti tokom više vekova.   Međutim, bilo je povremenih nekoliko izveštaja o neželjenim reakcijama povezanim sa upotrebom biljaka., kao što je Aconitum carmichaelii, poznatiji kao kineski akonit. Isti slučaj kao i kod  zapadnih biljnih lekova, neke biljke koje se koriste u TKM su otrovne i moraju se koristiti sa oprezom. Generalno, biljnom intoksikacijom je teže upravljati zbog neadekvatnog znanja o bezbednosti i efikasnosti kineskog leka. Na primer, u slučaju Tajvana, zabeleženo je da je 47% potencijalno toksičnih efekata kineske medicine bilo nepoznato ili se u literaturi nije moglo naći.  Stoga se toksikološki problemi povezani sa upotrebom biljnih lekova možda neće lako prepoznati. Dakle, uprkos rastućoj potražnji za biljnim lekovima na tržištu, i dalje postoje zabrinutosti povezane ne samo sa njihovom upotrebom, već i sa njihovom sigurnošću. Manje od 10% biljnih proizvoda na svetskom tržištu je istina standardizovana na poznate aktivne komponente i stroge mere kontrole kvaliteta m oraju uvek marljivo biti poštovane.
Kao  odgovor na zabrinutosti za javno zdravlje, mnoga zvanična medicinska i naučna udruženja,  i istraživači komplementarne i alternativne medicine (TKM) i istraživači komplementarne i alternativne medicine (KAM) visoko podstiču istraživanje koje se fokusira na nedostatke znanja o lekovitim biljkama i njihovim potencijalnim toksičnostima. 

## Osnovne informacije
Fitoterapija u tradicionalnoj kineskoj medicini (TKM) ima značajnu ulogu.  Tradicionalna kineska medicina, stavlja jak naglasak na primenu biljaka u medicini, jer se biljke mogu konzumirati svakodnevno. Biljni preparati se obično primenjuju u obliku tableta ili obrađenih proizvoda, (ekstrakti, kapsule, tablete, tinkture, ili prašak). Ovakav način primene je u suprotnosti sa primenom sirovog ili sušenog oblika biljaka koji više koriste neformalni i stariji praktičari.
Biljke su u tradicionalnoj kineskoj medicini podeljene u osam osnovnih grupa, zavisno od toga koji se cilj želi postići njihovom primenom u lečenju. Prethodno se dijagnostikom određuje da li se kod pacijenta želi izazvati znojenje, da li je potrebno harmonizovati či ili ga ojačati, da li je u sistem meridijana ušao vetar pa ga treba ponovo isterati ili treba li kue stimulisati na bolju cirkulaciju.
Svakoj lekovitoj drogi koja se koristi u TKM u skladu sa principima ovog pravca u medicini, pripisuju specifična svojstva koja podrazumevaju prirodu supstance, ukus, način delovanja i kanalski tropizam.
Priroda supstance (temperaturne karakteristike)
Priroda supstancei obično se odnosi na temperaturna obeležja. Postoji pet glavnih oznaka koje se
koriste za opisivanje tog aspekta, odnosno različite nivoa toplog i hladnog, a to su: 
- vruće,
- hladno,
- toplo,
- prohladno,
- neutralno.

Ponekad se koriste još četiri izraza: blago hladno, što je istovetno sa prohladno ili čak blago, manje hladno nego prohladno i blago toplo, što je manje vruće nego toplo, i jako hladno i jako vruće. Navedeni pojmovi ukazuju na to za koji bi tip kliničke situacije biljka bila prikladna. Naime, prema TKM teoriji, vruće bolesti treba hladiti, a hladne bolesti grejati. 
Ukus i miris lekovite droge
Drugo bitna karakteristika kineskih lekovitih droga je ukus. Postoji pet okusa: oštar, sladak, gorak, kiseli i slani. Materije koje nemaju nijedan od ovih ukusa smatraju se blagim. Supstanca se takođe može opisati kao aromatična, što zapravo nije karakteristika ukusa, nego temperature.
Ovo svojstvo opisuje sposobnost prodiranja kroz zamućenost i oživljavanje određene funkcije, bilo
funkcije varenja slezene ili kognitivnih funkcija duha. 
Još jedan ukus koji se pripisuje pojedinim biljkama je stežuć uokus. Taj se pojam ne odnosi se samo na ukus supstance, već i na sposobnost spečavanja isticanja tečnosti. Sladak, oštar i neutralan ukus smatraju se Jang svojstvima, dok su kiseli, gorak i slani ukus Jin svojstva. 
U tradicionalnoj kineskoj medicini ukus biljke delimično određuje njegovo terapijsko delovanje. Oštre materije raspršuju i pokreću, slatke materije toniziraju, usklađuju i ponekad se koriste za vlaženje, gorke supstance dreniraju i suše, kisele materije su stežuće i sprečavaju curenje tečnosti i energije, slane materije omekšavaju dok blage materije odvlažuju i stimulišu mokrenje. 
Terapijsko delovanje
Svakoj biljnoj drogi se u TKM, u skladu s tradicionalnom terminologijom pripisuje terapijsko djelovanje ili uloga u organizmu. Npr. smatra se da kisele droge ulaze u jetru, oštre u pluća, gorke u srce, slane u bubreg i slatke u slezenu. 
Terapijsko delovanje biljke može se prepoznati povezivanjem njihova svojstva ukusa i temperature. Tako se npr., oštre, tople biljke mogu koristiti u lečenju eksterno-razvijene hladnoće, dok se oštre, hladne materije koriste kod eksterno-razvijene vrućine i sl. Taj je koncept doveo do razvoja sistava osam terapijskih metoda koje prvi put 1732. spominje lekar Cheng Zhong-Ling u Medical Revelations.
Terapijske metode
Terapijske metode su sljedeće: 
- pokretanje znojenja,
- izazivanje povraćanja,
- pročišćavanje,
- usklađivanje,
- zagrevanje,
- čišćenje,
- tonizacija,
- smanjivanje.[15]

## Teorija kanala
Za razumijevanje djelovanja kineskih lekovitih droga važna je teorija kanala u TKM prema
kojoj u ljudskom telu postoji 12 glavnih i 8 pomoćnih kanala. Oni stabilizuju komunikaciju
između gornjih i donjih organa kao i spoljašnjih i unutarnjih delova tijela. 
Za svaku se kinesku biljku u kineskoj farmakopeji navodi se u koji kanal ulazi. Svojstva biljnih droga kao što su boja, oblik, priroda suspstance i ukus su bitni faktori u određivanju ulaska u kanale. Na primer, biljne droge oštrog okusa ulaze u pluća, dok biljne droge slatkog okusa ulaze u slezenu.zeinfu 
Kineske biljne droge retko se primenjuju pojedinačno, kao monodroge, već najčešće kao kombinacija nekoliko droga. Načela kombinovanja pruža  smernice za sastav recepata. Tradicionalno su ta načela izražena u obliku tradicionalne kineske  feudalne hijerarhije:
- Šef (kralj, vladar ili vođa), kako se naziva glavni sastojak, supstanca koja daje glavni terapijski učinak.
- Zastupnici (ministri ili saradnici) povećavaju ili pomažu terapijski učinak vođe.
- Asistenti (pomoćnici) imaju neku od sledećih funkcija: leče prateće simptome, ublažavaju oštrinu ili toksičnost primarnih supstanci, pomažu šefu i zamenicima u ostvarenju glavnog cilja ili pružaju pomoć iz drugog terapijskog pravca.
- Izaslanici (glasnici) usmeravaju lek na određeni kanal ili organ ili  imaju usklađujući uticaj.[16]

Pri sastavljanju svakog recepta ne moraju biti zastupljene droge iz svake od navedenih grupa, jer  mnogo jednostavnih recepata sadrži samo droge koje deluju kao „vladari i zastupnici”, a postoje i oni u kojima jedna droga obavlja više od jedne funkcije.  Kineske biljne formule najčešće su kombinacije 6 do 16 lekovitih trava. 
Za razliku od zapadnjačke fitoterapije u kojoj se za izradu lekova uglavnom koriste suvi, vrlo retko sveži, biljni delovi, za pripremu lekova u TKM  koristi se bilje čija je priprema vrlo često mnogo složenija. Obrada sirovih lekovitih biljaka karakteristična je za TKM po čemu se ona bitno razlikuje ne samo od zapadnjačkih već i od ostalih istočnjačkih oblika lečenja ljekovitim biljem. 
- Uzorci biljaka iz kategorija kineskog bilja koje regulišu i vezuju AKA
- Bilje iz kategorija kineskog bilja
- Bilje iz kategorija kineskog bilja
- Primeri kineskog bilja koje regulišu krv: biljaka koje okrepljuju krv

## Obrada biljnih droga
U zvaničnoj kineskoj materiji mediki  postoji nabrojano više od 6.500 registrovanih lekova, a smatra se da je u aktivnoj upotrebi oko 500 vrsta. Lekar nakon pregleda pulsa, jezika i razgovora s pacijentom, obično prepiše mešavinu biljaka prema potrebnoj medicinskoj recepturi (formuli leka). 
Da bi se mogle primeniti u kliničkoj praksi, kineske biljke se prvo moraju obraditi u dekokcijske komade, sitne komade ili kriške, koji se potom koriste za izradu dekokta i drugih lekovitih oblika. Obrada biljne droge vrši se u bolnicama ili klinikama, ali kako je kod Kineza posvećenost sopstvenom izlečenju bitna (jer je sve energija), smatra se da je uspešnost leka bolja ako pacijent sam kod kuće sprema svoj lek.  Biljni preparati  se danss mogu naći u apotekama u obliku tableta, kapsula, tinktura, praškova.
Postoje klasične recepture koje čine osnovu prepisivanja leka, a zavisno od pacijenta određene biljke se dodaju ili oduzimaju. I pored poznavanja sastava formula leka, pravilne doze biljaka su ono što čini tajnu uspešnog prepisivanja leka. Stariji lekari su na osnovu toga postali uspešni i poznati.  
Pojam obrade biljnih droga podrazumijeva sve postupke kojima se nakon sakupljanja podvrgava sirova biljka kako bi se dobila kineska materija medika koja se danas koristi u lečenju.
| Metoda obrade                                          | Pomoćne materije | Primeri biljaka |
| ------------------------------------------------------ | --- | --- |
| Prženje uz mešanje i dodatak čvrstih pomoćnih materija | - Praškasta zemlja - Mekinje - Pirinač - Pesak                                                                                 | - Atractylodis macroceph - Rhizoma - Atractylodis rhizoma - Codonopsis radix - Zingiberis rhizoma                                  |
| Prženje uz mešanje i dodatak tečnih pomoćnih materija  | - Žuto pirinčano vino - Sirće - Slana voda - Rafinirani med - Đumbirov sok - Rafinirani loj                                    | - Angelicae sinensis radix - Bupleuri radix - Eucimmiae cortex - Glycyrrhizae radix et rhizoma - Coptidis rhizoma - Epimedii herba |
| Parenje                                                | - Slana voda - Lekoviti sok - Sirće                                                                                            | - Ginseng rurba radix et rhizoma - Morindae officinalis radix - Polygoni multiflori radix - Schisandrae fructus                    |
| Kalcifikacija                                          | | - Gypsum fibrosum preparatum |
| Kuvanje                                                | - Jestivi matični rastvor za pripremu mineralne soli - Zingiberis recens rhizoma i alumen - Zingiberis recens rhizoma i alumen | - Aconiti radix - Aconiti lateralis radix praeparata - Arisaematis rhizoma - Pinelliae rhizom                                      |

## Suprotstavljeni stavovi
Mnogi istraživaći iz redova naučne medicine fitoterapija u tradicionalnoj kineskoj medicini opisuju  kao „travarstvo zasnovano na pseudonauci" koje koristi naučnu terminologiju, ali kojem nedostaje naučna potvrda bezbednosti i efikasnosti. Pri tome oni polaze od pravila nauke i dokaza koji postoje s razlogom - jer maksimiziraju pouzdanost zaključaka do kojih dolazimo. U medicini,kao primenjenoj nauci, ovo ima neposredne posledice na zdravlje javnosti. Ne možemo imati dva sistema pravila u medicini, jedan set za tradicionalnu medicinu, a drugi set za naučna pravila koja negiraju sve ono što ne ispunjava rigorozna naučna pravila, jer u protivnom stvara lažni utisak da postoje pravila, a to rađa veru u sistem koji nije opravdan.
Sve ovo ne znači da je fitoterapija u tradicionalnoj kineskoj medicini nepoželjna i da je treba izbegavati. Naprotiv, savremena medicina dosta duguje tradicionalnoj  medicini baš zato što je od nje nasledila neke vrlo efikasne metode lečenja biljkama. Jedino što u ovome nikako ne treba zaobići je konsultacija sa lekarom, jer zbog opasnosti od štetnih efekata nije preporučljivo eksperimentisati sa ovom terapijom niti koristiti lekovite biljke koje potiču iz nesigurnih izvora. Zbog ovoga je Svetska zdravstvena organizacija 1996. godine okupila grupu od 100 medicinskih eksperata iz raznih krajeva sveta koji su dali preporuke i upozorenja za korišćenje velikog broja lekovitih biljaka.

### Buduća istraživanja
Buduća istraživanja i napretka u tehnologiji obrade droga u TKM danas još uviek ne postoji. Proizvođači na mnogim lokacija u Kini koriste različite metode, a postupci i standardi tih lokalnih praksi su različiti. 
Istovremno zahvaljujući tehničkom razvoju, tradicionalne metode ručne obrade postupno se zamenjuju savremenim uređajima, što u tehnologiji obrade kineskih droga pomaže industrijalizaciju proizvodnje dekokcijskih preparata, ali isto zahteva sprovođenje istraživanja savremenih tehnologija prerade.

### Protivurečnost drevnih i današnjih metoda obrade lekovitih biljaka
Metode koje se danas koriste u obradi biljnih lekova u nekim su slučajevima različite od onih
drevnih. Na primer obradu droge Polygoni multiflori radix u: 
- drevnom postupku predviđa čišćenje, rezanje i obradu sa ili bez aditiva.
- kompleksnoj metodi obrade ponavljanje postupka parenje devet puta i potom sušenje devet puta.
- danas su glavne metode obrade ove droge parenje sa sokom od crne soje, kuvanje sa sokom od crne soje, parenje bez dodatka aditiva, parenje sa sokom od crne soje i žutim rižinim vinom i parenje pod visokim pritiskom.[2]

## Literatura
- Beinfield H, Korngold E. Između neba i zemlje. Zagreb, Planetopija, 2011, str. 309.
- Jiang X, Huang LF, Wu LB, Wang ZH, Chen SL. UPLC-QTOF/MS analysis of alkaloids intraditional processed Coptis chinensis Franch. EvidBased Complement Alternat Med, 2012, ID 942384.
- Koo, J. Y.; Hwang, E. Y.; Cho, S; Lee, J. H.; Lee YM; Hong, S. P. (2005). „Quantitative determination of amygdalin epimers from armeniacae semen by liquid chromatography”. J Chromatogr B Analyt Technol Biomed Life Sci. 814 (1): 69—73. PMID 15607709. doi:10.1016/j.jchromb.2004.10.019..
- Li R, Niu YB, Dou ZY. Comparative Study for Pharmacological Action of Corydalis Rhizoma before and after Processing. Chin Herb Med, 2015, 247-254.
- Li TF, Gong N, Wang YX. Ester Hydrolysis Differentially Reduces Aconitine-Induced Antihypersensitivity and Acute Neurotoxicity: Involvement of Spinal Microglial Dynorphin Expression and Implications for Aconitum Processing. Front Pharmacol, 2016, 367.
- Liang Q, Ma J, Ma Z, Wang Y, Tan H, Xiao C, Liu M, Lu B, Zhang B, Gao Y.Chemical comparison of dried rehmannia root and prepared rehmannia root by UPLC-TOF MS and HPLC-ELSD with multivariate statistical analysis. Acta Pharm Sin B, 2013, 55-64.
- Liu G, Ma J, Chen Y, Tian Q, Shen Y, Wang X, Chen B, Yao S (2009). „Investigation of flavonoid profile of Scutellaria bacalensis Georgi by high performance liquid chromatography with diode array detection and electrospray ion trap mass spectrometry”. J Chromatogr A. 1216 (23): 4809—4814. PMID 19411078. doi:10.1016/j.chroma.2009.04.021..
- Liu M, Cao Y, Lv D, Zhang W, Zhu Z, Zhang H, Chai Y. Effect of processing on the alkaloids in Aconitum tubers by HPLC-TOF/MS. J Pharm Anal, 2017, 7, 170-175.
- Liu L, Chen Z. Analysis of four alkaloids of Coptis chinensis in rat plasma by high performance liquid chromatography with electrochemical detection. Anal Chim Acta, 2012, 99-104.
- Ma L, Wang X, Ma L, Wang MY, Qiu F. Scientific connotation of processing Bombyx Batryticatus under high temperature. Zhongguo Zhong Yao Za Zhi, 2015, 40(23), 4629-33.
- Sionneau P. An Introduction to the Use of Processed Chinese Medicinals. Boulder, Blue Poppy Press, 1995, 5-17.
- Su T, Zhang WW, Zhang YM, Cheng BC, Fu XQ, Li T, Guo H, Li YX, Zhu PL, Cao H, Yu ZL. Standardization of the manufacturing procedure for Pinelliae Rhizoma Praeparatum cum Zingibere et Alumine. J Ethnopharmacol, 2016, 663-669.
- Tong P, Wu C, Wang X, Hu H, Jin H, Li C, Zhu Y, Shan L, Xiao L (2013). „Development and assessment of a complete-detoxication strategy for Fuzi (lateral rootof Aconitum carmichaeli) and its application in rheumatoid arthritis therapy”. J Ethnopharmacol. 146 (2): 562—571. PMID 23376046. doi:10.1016/j.jep.2013.01.025..
- Yu H, Pan Y, Wu H, Ge X, Zhang Q, Zhu F, Cai B. The alum-processing mechanism attenuating toxicity of Araceae Pinellia ternata and Pinellia pedatisecta. Arch Pharm Res,2015, 1810-1821.
- Yu J, Xie J, Mao XJ, Wei H, Zhao SL, Ma YG, Li N, Zhao RH (2012). „Comparison of laxative and antioxidant activities of raw, processed and fermented Polygoni Multiflori radix”. Chin J Nat Med. 10: 63—67. PMID 23302534. doi:10.3724/SP.J.1009.2012.00063..
- Yue H, Pi Z, Songa F, Liu Z, Cai Z, Liu S. Studies on the aconitine-type alkaloids in the roots of Aconitum Carmichaeli Debx. by HPLC/ESIMS/MSn. Talanta, 2009. 1800-1807.
- Zhang WJ, Dong CL, Wang JY, He X, Yang XL, Fu YF, Zhang CF, Li F, Wang CZ, Yuan CS. Thermal effects on the dissolution enhancement of Radix scutellariae by wineprocessing. Appl Therm Engineer, 2016, 522-527.
- Zheng S, Wang T, Shi D, Guo L, Qiao S and Wang R. Processing of Traditional Chinese Herbal Drugs-the Science of the Application of Chinese Traditional Medicine. Med Aromat Plant, 2015, 4(5). 1.
- Zhu YP. Chinese Materia Medica: Chemistry, Pharmacology and Applications. Boca Raton, CRC Press LLC, 1998, str.

|  | Molimo Vas, obratite pažnju na važno upozorenje u vezi sa temama iz oblasti medicine (zdravlja). |